# Municipalità distrettuale di Joe Gqabi
La municipalità distrettuale di Joe Gqabi (in inglese Joe Gqabi District Municipality) è un distretto della provincia del Capo Orientale  e il suo codice di distretto è DC14.
La sede amministrativa e legislativa è la città di Barkly East e il suo territorio si estende su una superficie di 25.401 km².
Prima del 1º febbraio 2010 era chiamata municipalità distrettuale di Ukhahlamba (in inglese Ukhahlamba District Municipality).

## Geografia fisica

### Confini
La municipalità distrettuale di Joe Gqabi confina a nord con quella di Xhariep (Free State) e con il Lesotho, a est con quelle di Alfred Nzo e O. R. Tambo, a sud con quella di Chris Hani e a ovest con quella di Pixley ka Seme (Provincia del Capo Settentrionale).

### Suddivisione amministrativa
Il distretto è suddiviso in 3 municipalità locali:
- Elundini
- Senqu
- Walter Sisulu

### Neighbours
Joe Gqabi is surrounded by the following districts:
Template:Geographic location